# (23714) 1998 EC3
(23714) 1998 EC3 est un astéroïde Amor découvert en 1998.

## Description
(23714) 1998 EC3 a été découvert le 1er mars 1998 à l'observatoire astronomique d'Ōizumi, situé à Ōizumi, dans la préfecture de Gunma, au Japon, par Takao Kobayashi.

### Caractéristiques orbitales
L'orbite de cet astéroïde est caractérisée par un demi-grand axe de 2,13 UA, un périhélie de 1,03 UA, une excentricité de 0,52 et une inclinaison de 8,40° par rapport à l'écliptique. Du fait de ces caractéristiques, à savoir un périhélie compris entre 1,017 et 1,3 UA, il est classé comme astéroïde Amor, une famille d'astéroïdes géocroiseurs, s'approchant de l'orbite de la Terre.

### Caractéristiques physiques
(23714) 1998 EC3 a une magnitude absolue (H) de 16,6 et un albédo estimé à 0,069.